# Rezonanță electronică de spin
Rezonanța Electronică de Spin (RES)--care include și
Rezonanța Electronică Paramagnetică (REP)-- este fenomenul fizic de absorbție rezonantă de microunde de la o sursă de microunde de către un sistem cu spini electronici „neîmperecheați” (adică, ce nu sunt cu spini anti-paraleli) dintr-o probă macroscopică în prezența unui câmp magnetic extern care ridică degenerarea nivelelor (energetice) electronice de spin. (Câmpul magnetic nuclear este însă mult prea slab pentru a obține spectrele de RES prin despicarea nivelelor electronice de spin de către campul magnetic al unui nucleon, de exemplu, dar duce însă la despicarea hyperfină în spectrele de RES care se obțin în anumite condiții experimentale speciale. Echipament ENDOR („electron-nuclear double resonance”) special cuplează experiențe de RES cu RMN/NMR pentru a obține astfel de informații suplimentare de cuplaj între spinul electronic și cel nuclear.)

## Istorie
REP a fost descoperit și raportat la Universitatea statului Kazan de fizicianul rus Evgenii Zavoisky în 1944, iar independent fenomenul RES a fost observat în același timp de dr. Brebis Bleaney⁠(d) la Universitatea din Oxford din Marea Britanie (Regatul Unit).

## Principiul fizic și teoria RES

### Originea semnalului de absorpție RES
Orice electron are un moment magnetic și o valoare a numărului de spin s = 1/2 , cu componenti magnetici  ms = +1/2 și ms = –1/2 în prezența unui câmp magnetic extern de intensitate B0,
momentul magnetic al electronului se aliniază fie (ms = –1/2 paralel, fie antiparalel (ms = +1/2) cu acest câmp magnetic aplicat. Aceste două alinieri a spinului electronic corespund la două nivele de energie electronică de spin diferite (vezi și Efectul Zeeman). Separarea în energie dintre cele două stări/nivele de spin electronic este dată de ecuația fundamentală a teoriei RES:
{\displaystyle \Delta }E = geμBB0,
unde ge este numit „factorul giromagnetic” G-factor⁠(d) al electronului (vezi și factorul Landé), iar  μB este [[:Magneton Bohr-Procopiu|magnetonul Bohr.
Această ecuație spune că separarea sau despicarea („splitting”) dintre cele două nivele de energie este strict proportională cu intensitatea câmpului magnetic aplicat, așa cum este ilustrat
fenomenul în următoarea figură:

## Spectroscopia de rezonanță electronică de spin (RES)
Corespunzînd deci acestui fenomen este Spectroscopia de RES
care constă în înregistrarea și analiza detailată a spectrelor RES pe calculatoare. Exemple de spectre RES, precum și de analize de spectre RES se găsesc spre exemplu în Abragam și Bleaney.
Tehnologia RES dezvoltă aparate RES foarte sensibile pentru înregistrarea și amplificarea de spectre RES, fie cu surse de microunde continui, fie mai recent cu pulsuri de microunde, urmate de transformări de tip Fourier (FFT sau FFT= FT foarte rapide) pe calculatoare electronice dedicate spectrometrului RES. In termeni de sensibilitate, spectroscopia RES ocupa un loc intermediar între spectroscopia de infraroșu apropiat (NIR, sau IRA) pulsată (FT-NIR), fluorescență—pe de o parte- și spectroscopia RMN/NMRI pe de altă parte, (cu un factor de o sută pînă la o mie de ori mai mare în comparație cu cele din urmă, cel puțin pînă în prezent!). Această detectare de cantități extrem de mici de spini electronici neîmperecheați face ca tehnica RES să fie extrem de utilă în studiul radicalilor liberi in chimie, ionilor paramagnetici in chimia fizică, diferitelor efecte biochimice și biofizice în medicină și fiziologie.

## Unde de spin excitate rezonant de microunde
În straturi subțiri la temperaturi joase și în sisteme feromagnetice de sticle metalice (de exemplu in sticle metalice de Fe3B, Co4P, FeNiPB, ș.a.m.d) se observă spectre asemănătoare spectrelor de rezonanța feromagnetică (SRF) ale feromagneților masivi; însă în cazul sticlelor metalice feromagnetice cum ar fi Fe3B și al straturilor subțiri cu electroni neîmperecheați aceste rezonanțe sunt produse de unde de spin excitate la rezonanță (feromagnetică) de microunde (USERF;FSWR))—care au dependențe de temperatură foarte diferite de cele ale corpurilor masive de feromagneți.

## Aplicații ale spectroscopiei RES in știință, medicină, tehnologie și industrie
Această detectare de cantități extrem de mici de spini electronici neîmperecheați, adică cu spin total differit de zero, face ca tehnica RES să fie extrem de utilă în studiul radicalilor liberi în chimie, ionilor paramagnetici în chimia fizică, diferitelor efecte biochimice și biofizice în medicină și fiziologie.
Domeniul de aplicații științifice, medicale, tehnice și industriale a spectroscopiei RES este extrem de larg, de la biofizică la geofizică, medicină, farmacologie, antropologie,
paleontologie, catalizatori chimici, sinetze chimice cu radicali liberi, fotosinteză naturală sau artificială, purificarea apei, inginerie nucleară, toxicologie, șamd.
Recent se dezvoltă și aplicații de imagini obținute prin RES (RESI), cu metode de transformate Fourier bidimensionale (2D-FT), oarecum analog cu 2D-FT NMRI/MRI atît pentru cercetări fundamentale cît și pentru aplicații în medicină și inginerie, industrie, șamd. Unele speculații și instalații recente abordează ideea folosirii spectroscopiei 2D-FT RESI pentru calculatoare cuantice de performanță ultra-rapidă în viitor.